# 川西景天
川西景天（学名：Sedum rosei）是景天科景天属的植物，是中国的特有植物。分布于中国大陆的西藏、四川等地，生长于海拔2,800米至4,100米的地区，一般生于山谷和山坡岩石上，目前尚未由人工引种栽培。

## 异名
- Sedum rosei Hamet var. magniflorum Froed.